# 潜水泳法
潜水泳法（せんすいえいほう）とは、水に潜ったままで水中を進む泳ぎ方である。競泳競技においては、水面近くを進行する際に生じる造波抵抗を軽減あるいは無くすことで高速の推進をすることを目的として用いる。
通常、腕は頭の上に伸ばした姿勢で、脚は潜水泳法時代はカエル足で潜水泳法禁止後はバタフライキック（ドルフィンキック）で泳ぐ。無呼吸状態により血中の酸素を大量に消費するため、選手には相応の体力が要求される。五輪競技では1956年のメルボルン五輪までは潜水は禁止されていなかったが、潜水で距離を伸ばす選手が出てきたことや危険性を理由に潜水距離が規制された。

## 平泳ぎと潜水泳法
1954年にバタフライ泳法が平泳ぎから分離したあと、潜水の距離を伸ばすことによって記録更新が計られた。1954年の日本選手権水泳競技大会100m平泳ぎで日本新記録で木村基が優勝、その後大阪の国際水上100m平泳ぎでも世界新記録（長水路世界最高記録）で優勝、200mも優勝した。1955年には古川勝が世界新記録を樹立、1956年メルボルンオリンピックで金メダル獲得といった活躍をする。このメルボルンオリンピック200m平泳ぎでは吉村昌弘が銀メダルを獲得している。
しかし、メルボルンオリンピック直後に国際水泳連盟はルールを改正し、スタート、ターン後のひと掻きひと蹴りとゴール前のひと掻きを除いて平泳ぎでの潜水を禁止した。

## 背泳ぎと潜水泳法
背泳ぎでの潜水泳法のことを特にバサロ泳法（バサロえいほう）と言う。1970年代後半、400m個人メドレーなどで世界記録を樹立したアメリカのジェシー・バサロが個人メドレーでバタフライから背泳ぎへ切り替える際、リズムを整える目的で考案した。ただし、「バサロ」というのは主に日本で使われている呼称で、他の国では単に潜水泳法と呼んでいる。
1980年代に入り、背泳ぎ競技にバサロ泳法を取り入れて泳ぐ選手が多くなっていき、潜行距離が長い選手が主要大会の上位を独占するようになっていったが、それとともに背泳ぎ競技の形骸化や限度を超えた潜行の危険性を懸念する声も増加していった。そして国際水泳連盟は1988年ソウルオリンピックの直後、背泳ぎの潜水距離を10mに制限するルール改正を行った。1991年にこの制限は15mに緩和され、現在に至る。

## 背泳ぎの潜水距離制限以後
1995年頃から青山綾里が100mバタフライの競技でスタートから30m以上潜行するスタイルで、1997年に世界短水路新記録を樹立、1998年パース世界選手権100mバタフライで銀メダルを獲得し活躍する。
しかし、この世界選手権の後にバタフライもスタートとターンの後の潜行可能距離が15mに制限されるルール改正が発表される。また、この改正で（本来自由であるはずの）自由形までも15m制限のルールが追加された。
この15m制限以後、50mや100mの競技では15mいっぱいまで潜行する選手が多く見られるものの、200mの競技ではそもそも体力の関係もあり3回のターンで平均5〜7m程度の潜行で浮上するのが世界レベルでも一般的であり、潜水によって記録を伸ばそうという考え方は小さくなった。しかし、2007年世界選手権でマイケル・フェルプスが200m自由形、バタフライで平均12mもの潜行を見せ、この2種目を含む5種目世界新記録7冠を達成したことで再び重要視されるようになる。
現在では特に背泳ぎ、バタフライにおいて15mまでを制限いっぱい潜行できるか、その15mをどれだけ速く泳げるかが勝負の重要な要素となっている。